# Gustavo Franceschi
Gustavo Juan Franceschi (París, Francia, 28 de julio de 1881 - Montevideo, Uruguay, 11 de julio de 1957) fue un periodista, democratacristiano, y sacerdote que tuvo actividad en la Historia del catolicismo político en Argentina, principalmente como Director de la revista Criterio desde donde impulsó la fundación del Partido Demócrata Cristiano de la Argentina.
Fue traído por su familia a la Argentina cuando tenía cinco años, estudió en el Seminario Conciliar de Buenos Aires y fue ordenado sacerdote en 1904.

## Actividad pública
Fue cura párroco de la Iglesia de la Piedad de esa ciudad; posteriormente fue capellán de la Prisión de Encausados. Fue profesor de filosofía y de apologética en diversas instituciones, y profesor de sociología en el Seminario porteño.
Fue cura párroco de la Catedral de Buenos Aires y posteriormente obispo y prelado de Su Santidad. 
Fue miembro y asesor espiritual de la Acción Católica Argentina y uno de los fundadores de los  Cursos de Cultura Católica.
Colaboró con el padre Federico Grote en la fundación de los Círculos de Obreros Católicos, y estuvo ligado a la acción en el mismo sentido de monseñor Miguel de Andrea. Por iniciativa de De Andrea fue secretario de la Unión Popular Católica Argentina, que trataba de unificar las distintas corrientes del laicado católico argentino. Formó parte de la Liga Social Argentina, fundada por Emilio Lamarca, de posturas abiertamente anticomunista, pero no decididamente reaccionaria como la Liga Patriótica Argentina, a la que de todos modos estaba vinculado. Fue también asesor eclesiástivo del Centro Católico de Estudiantes, y formó parte de distintas organizaciones socialcristianas y colaboró en la creación de sindicatos obreros cristianos que se oponían al comunismo.
De 1902 a 1910 participó de la Liga Democrática Cristiana, antecedente de La DC. El Primer Manifiesto de la Liga Democrática Cristiana contiene los principios básicos del socialcristianismo.[cita requerida] En los congresos nacionales que organizados por la Liga en 1907 y 1908 figuras como Federico Grote, Santiago Gregorio O'Farrell, Emilio Lamarca, Alejandro Bunge, Juan Félix Cafferata expusieron notables trabajos y proyectos de legislación social.
Desde 1932 hasta su fallecimiento fue director de la revista Criterio, sosteniendo posturas anticomunistas y partidarias de la doctrina social de la Iglesia. Fue uno de los fundadores de la Academia Argentina de Letras. Uno de los sillones académicos de la Academia Nacional de Periodismo de Argentina lleva su nombre como homenaje a su trayectoria.
En 1937 participó de una encendida polémica con el senador Lisandro de la Torre, quien había criticado las limitaciones de las organizaciones sociales de la Iglesia católica, y a quien acusó de comunista vergonzante.
En 1955 impulsó la fundación del Partido Demócrata Cristiano. Durante esa década fue variando hacia posturas fuertemente antisemitas.
Falleció el 11 de julio de 1957 en Montevideo, Uruguay, a donde se había trasladado para dictar una conferencia durante el Congreso de la Familia Cristiana.

## Evolución política
En las primeras décadas del siglo XX se desarrolla un proyecto político-cultural de sectores de católicos argentinos que puede resumirse en la idea madre de que la religión católica representaba el núcleo de la nacionalidad argentina y al que se ha llamado el “mito de la nación católica”.
Encuadrado en la corriente del institucionalismo católico que desconfiaba de las democracias liberales y exhibía una cierta preferencia por autoritarismos confesionales al estilo de Dolfuss y Oliveira Salazar y, especialmente del franquismo, fue cambiando con el tiempo hacia una postura crítica del clericalismo nacionalista, antiliberal y antidemocrático.

## Algunas opiniones sobre Franceschi
Ha escrito Roberto Bosca:

”Los adjetivos se acumulan en él configurando su vigorosa personalidad: brillante inteligencia, tenacidad inigualable, infatigable polemista, cultura amplia de impronta humanística, escritor claro y directo. Recorriendo los números de Criterio -se ha observado certeramente- resulta sorprendente constatar que no hay tema importante de su tiempo que haya quedado fuera de su alcance.”

Por su parte Octavio Derisi opinó de Franceschi:

“No creo que haya en la historia de la Iglesia en la 
Argentina de los últimos sesenta años quien pueda parangonarse con Franceschi en la amplitud de conocimientos, en el ámbito múltiple de su actuación docente y organizadora, en la riqueza de su erudición, en la penetración de los más variados problemas, adunadas en una vigorosa síntesis de un saber realmente culto”

## Obra escrita
Entre sus obras escritas cabe destacar:
- El espiritualismo en la literatura francesa contemporánea (1917)
- La democracia y la Iglesia (1918)
- Los círculos de estudios sociales (1922)
- Tres estudios sobre la familia (1923)
- La angustia contemporánea (1928)
- Keyserting (1929)
- Función social de la propiedad privada en la República Argentina
- Las actas de la Legislatura de Catamarca y la caída de Rosas
- Discursos (1930)
- Las orientaciones sociales de Pío XI (1933)
- Iglesia, tomo I: La religión (1935)
- Reacciones (1933)
- En el humo del incendio (1938)
- Vivir... (1938)
- Sarmiento (1938)
- Visión espiritual de la guerra
- El deber actual de los católicos (1940)
- La religión en la enseñanza (1940)
- Totalitarismo. Liberalismo, Cristianismo (1941)
- Manantiales de nuestra Fe (1941)
- El Pontificado Romano (2 tomos. 1945)
- La Democracia Cristiana
- El Pontificado romano
- El movimiento español y el criterio católico